# Gran mestre (arts marcials)

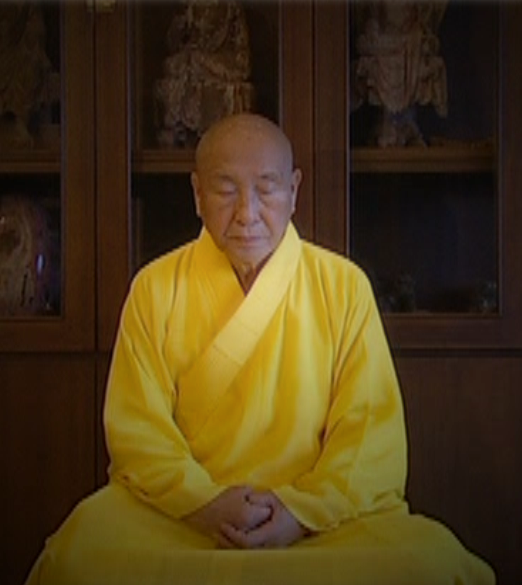
El Gran Mestre Wei Chueh

Gran Mestre i Mestre són títols honoraris adreçats a una persona veterana i experimentada en l’àmbit de les arts marcials. Aquests títols no corresponen a un rang, sinó, més aviat, a un tractament de respecte per part dels deixebles de l'escola, sistema o estil.

## Història
L’ús d’aquesta denominació sorgeix arran de l’expansió i massificació de les arts marcials entre la cultura occidental a partir del 1950. La terminologia, doncs, va esdevindre una invenció occidental fonamentada en els títols i diferents rangs de les arts marcials que, posteriorment, suposà la comercialització d’aquests i de la seua cultura.

## Sistemes tradicionals

### Japó
Sensei (先生), emprat a les arts marcials japoneses i, actualment, a la cultura otaku, significa 'mestre' o, traduït literalment, 'nascut primer' o 'el que ha anat abans'. Un sensei és una persona que posseeix coneixements i està disposada a ensenyar-los a una altra.

### Corea
Sonsaeng (선생님) és el títol que s'utilitza a Corea per a designar un mestre d’arts marcials. Aquest títol únicament el pot usar l'alumnat quan s'adreça a l'educador. A més a més, els instructors d’arts marcials, a partir del 4t dan, comencen a rebre el tractament de Sabom-nim (사범님).

### Xina
Sifu (師傅 en xinés tradicional i 师傅 en xinés simplificat) és un dels títols més estesos a la Xina, tot i que la pronunciació varia segons el territori.